# Laura Perini
Laura Perini (* 23. August 1952 in Mailand; † 25. August 2022 ebenda) war eine italienische Physikerin und Hochschullehrerin für Kern- und Subnuklearphysik.

## Leben
Seit 1990 wirkte sie an zahlreichen Experimenten am Cern mit und war an der Konzeption und Vorbereitung des ATLAS-Experiments am Teilchenbeschleuniger Large Hadron Collider beteiligt, bei dem sie 2012 an der Entdeckung des Higgs-Boson mitwirkte.
Ab 2005 war sie Professorin für Kern- und Subnuklearphysik am Departement Physik „Aldo Pontremoli“ der Staatlichen Universität Mailand und von 2012 bis 2017 Direktorin sowie Mitglied des Akademischen Senats. Ab 2019 war sie Mitglied des Verwaltungsrats der Universität.
Von 2013 bis Ende 2018 war sie die Vertreterin der Direktoren des Bereichs Physik im Verwaltungsrat der italienischen Konferenz ConScienze. Im Jahr 2021 wurde sie vom Ministerium für Universitäten und Forschung als zweite Vertreterin Italiens in den Lenkungsausschuss der European Open Science Cloud (EOSC) berufen.

## Wirken
Der Schwerpunkt der Forschung lag im Bereich der experimentellen Elementarteilchen- und Hochenergiephysik, unter anderem als Forscherin am italienischen Forschungszentrum für Kernphysik (INFN).
Als Teilnehmerin des Atlas-Programms konzentrierte sich Laura Perini auf die Berechnungsprobleme, die durch die außerordentliche Datenmenge des Experiments entstehen. Von 1999 bis 2000 war sie Mitglied des CERN-LHC-Computing-Committee, des INFN-Grid-Projekts und der DataGrid-Vorbereitungsgruppe, die zur Wahl der Grid-Technologie als Grundlage für die Entwicklung neuer Software-Dienste für die LHC-Computing-Infrastruktur führten.
Gleichzeitig war sie Mitarbeiterin des DataGrid-Projekts, des ersten von der Europäischen Kommission finanzierten Projekts, das sich mit der Realisierung innovativer technischer Lösungen für verteiltes wissenschaftliches Rechnen befasste, dessen Ergebnisse mehr als ein Jahrzehnt lang international genutzt wurden und den Grundstein für die heutige EGI-Infrastruktur legten.
20 Jahre lang hatte sie führende Positionen in allen europäischen Grid-Projektreihen, wie DataTag und die EGEE-Projektreihe, inne und arbeitete an der Konsolidierung der Grid-Middleware.
Laura Perini beteiligte sich an Aktivitäten zur Förderung der Physik bei jungen Menschen. Sie war im Fachbereich Physik der Universität für das Projekt "Scientific Degrees" verantwortlich, das darauf abzielt, das Interesse von Gymnasiasten an wissenschaftlichen Fächern und insbesondere an der Physik zu fördern.